# ホットドッグの一覧

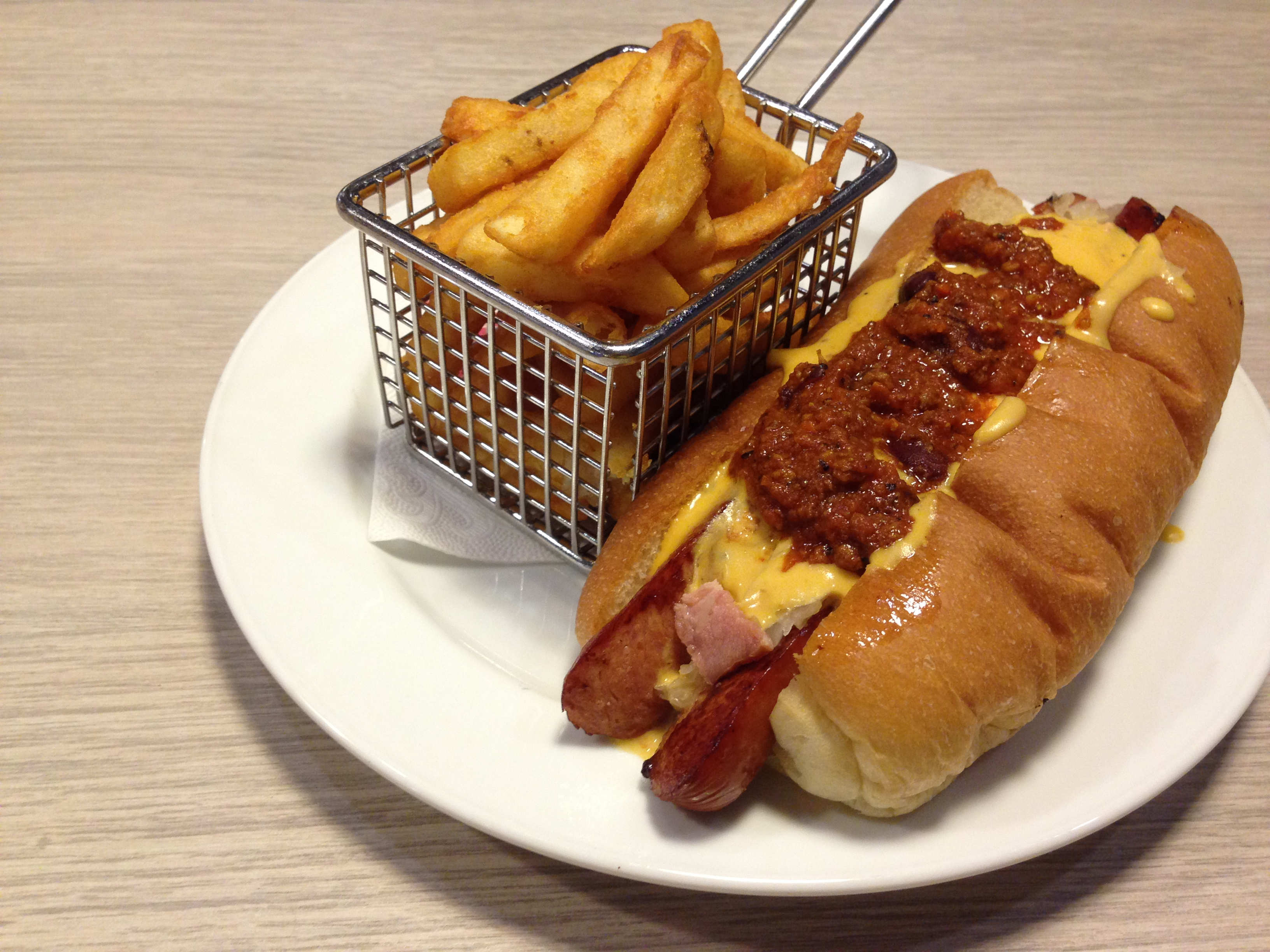
チリドッグ。付け合わせはフライドポテト。

この項目はホットドッグの一覧である。ホットドッグは切り込みを入れたバンズにソーセージ（一般にはグリルするか蒸したもの）を挟んだ食品をいうが、米国ではそれに使われる種類のソーセージを指すこともある。ドイツ由来の文化だが米国に根付き、庶民のストリートフードとしてホットドッグスタンドやホットドッグカートで販売されるようになった。現在では野球観戦や米国文化と深く結びつけられている。ホットドッグの調理法や味付けは米国の地域ごとに異なる。

## 各種のホットドッグ

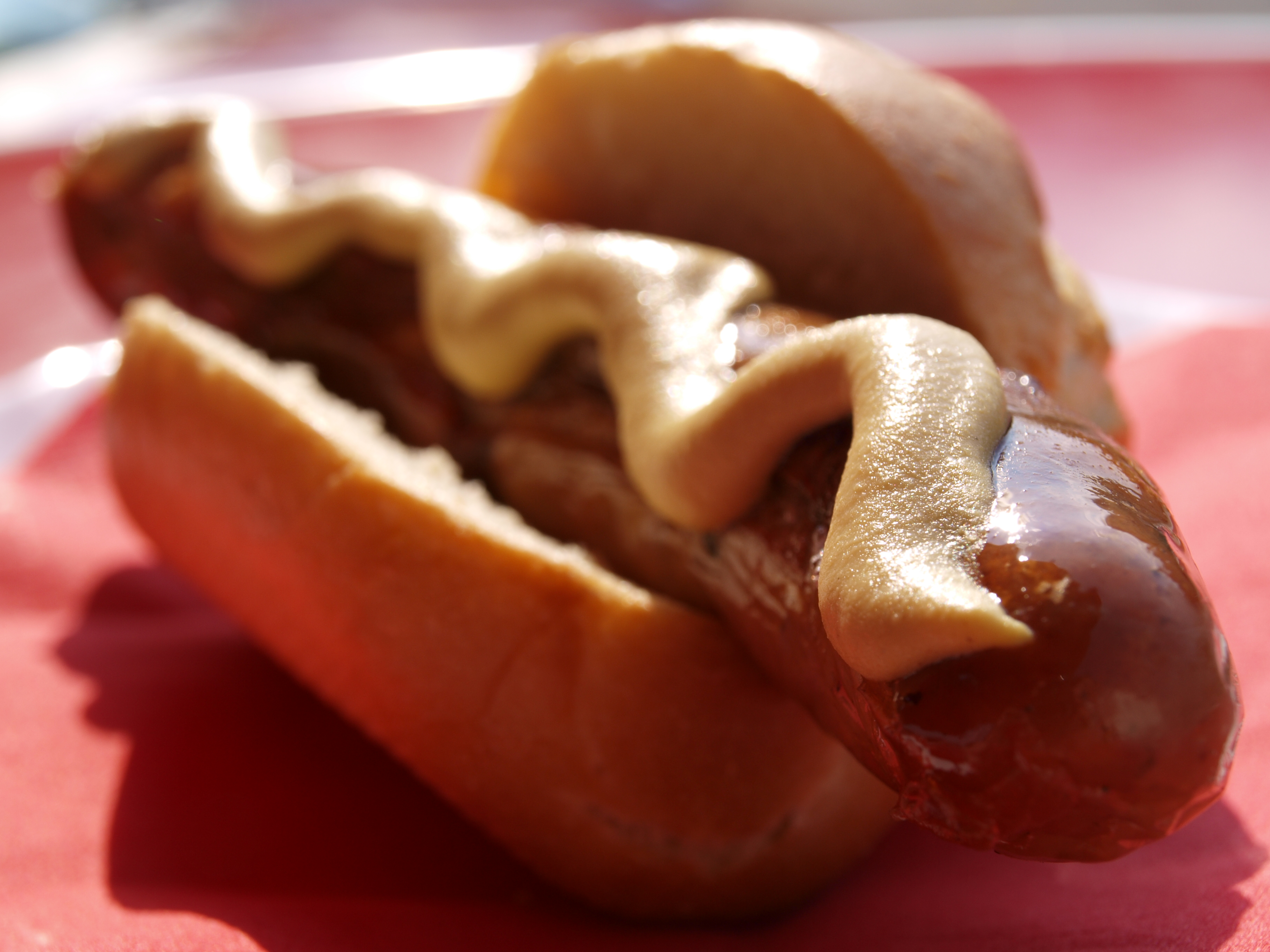
マスタードがかかったブラートヴルストをバンズに挟んだもの。

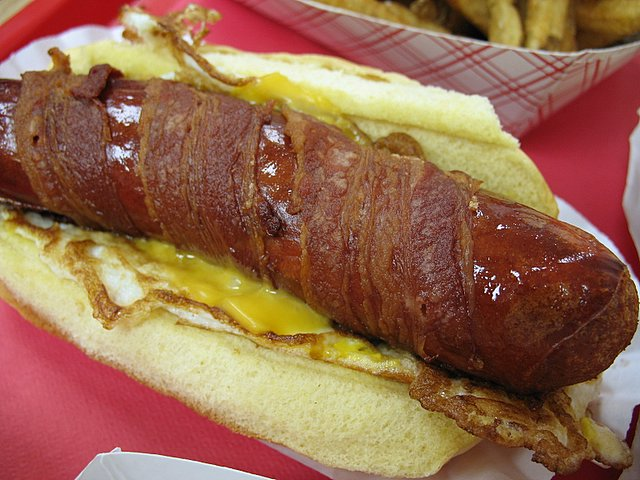
デンジャードッグ。

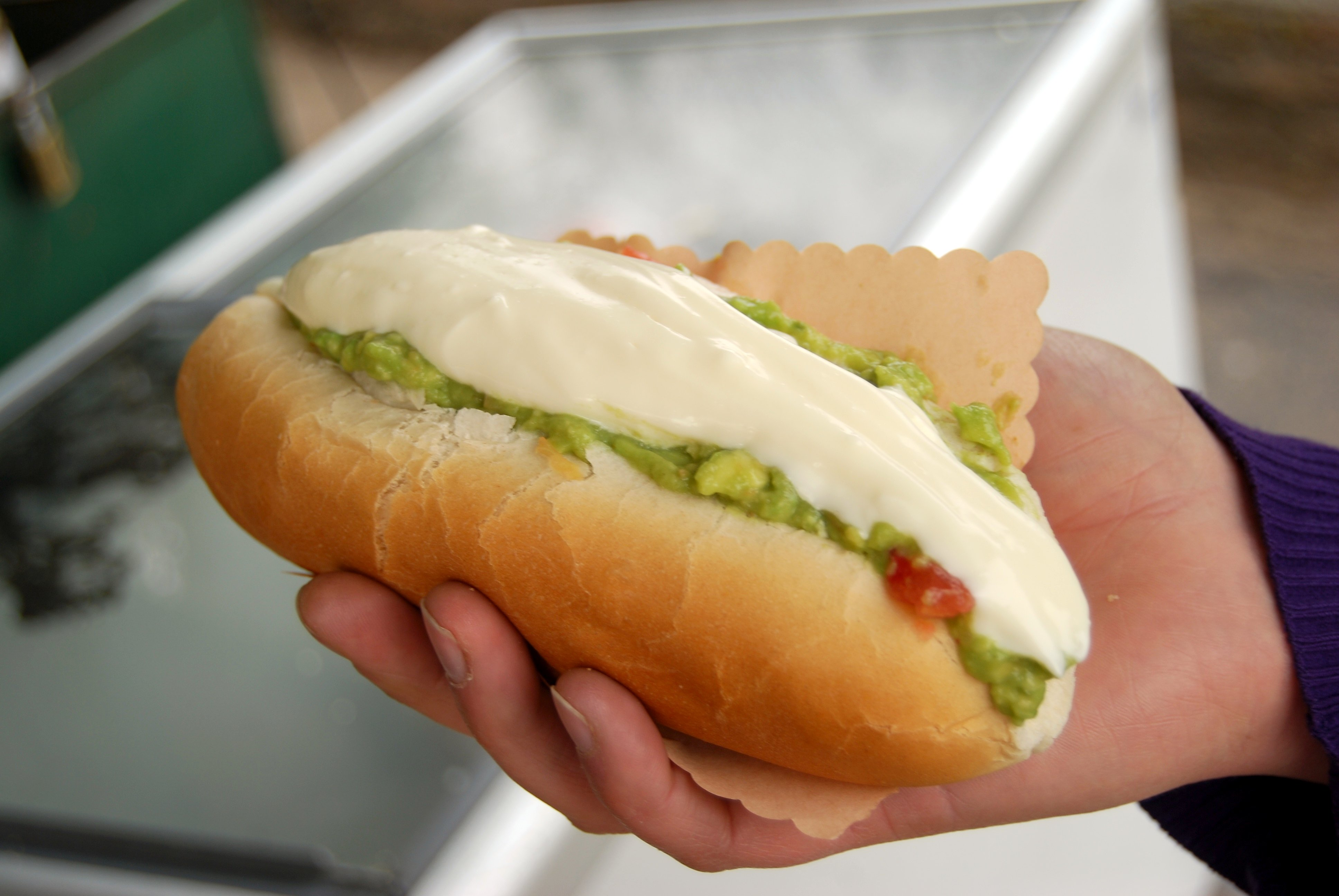
チリのコンプリート。

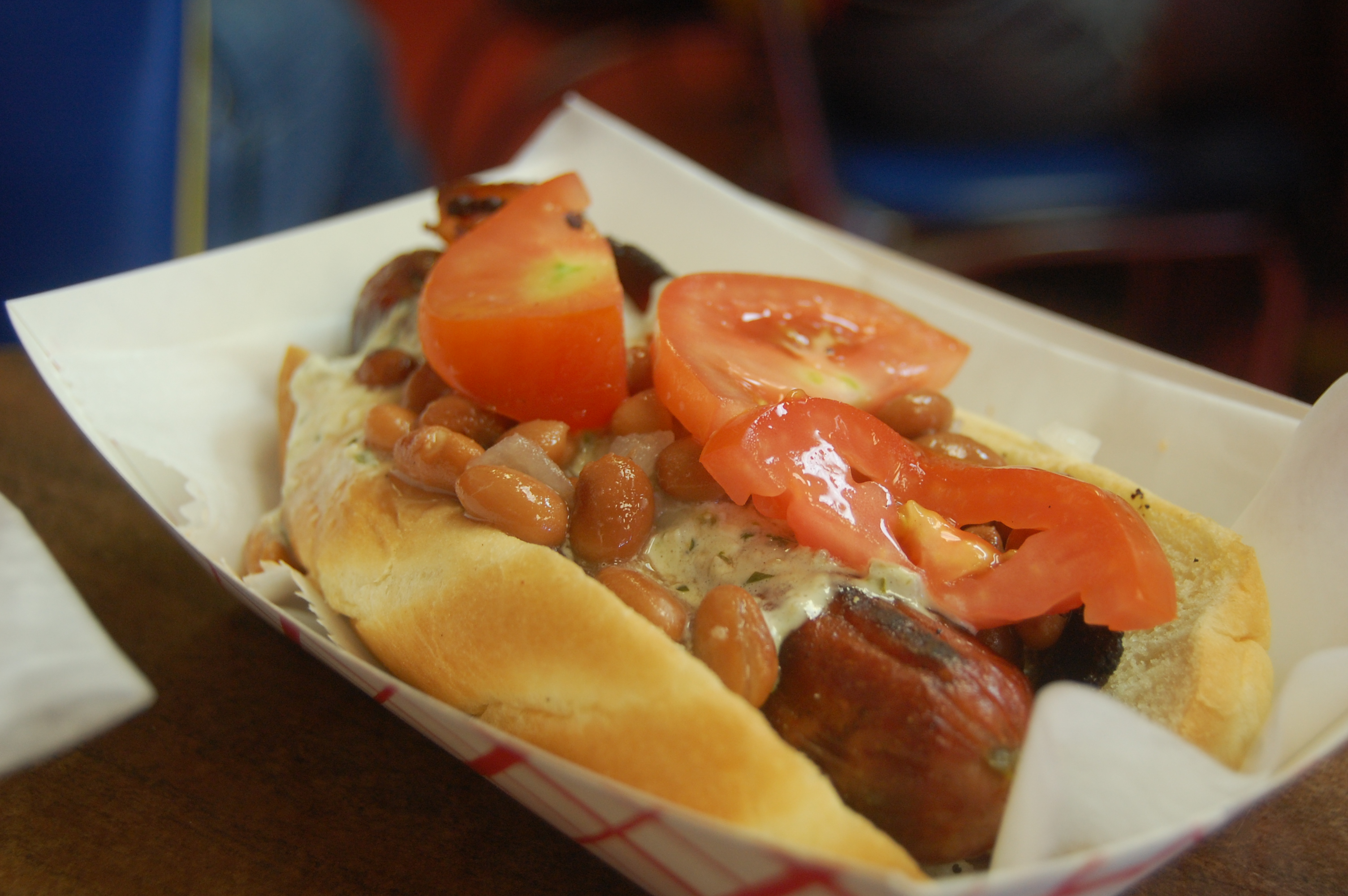
ソノラン・ホットドッグ。

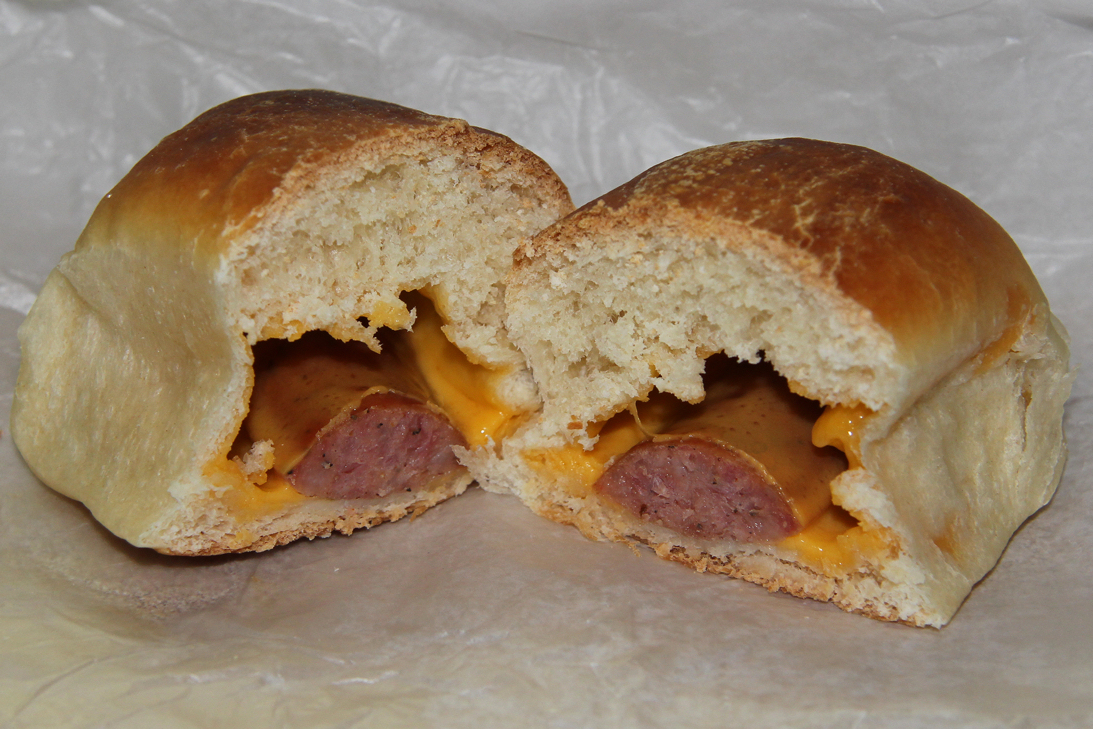
チェコのクロバスニク。

ブラートヴルストドイツソーセージの一種。ザワークラウトやマスタードとともにロールパンに挟む食べ方があり、ホットドッグの一種と見なせる。
ベーグルドッグ茹でたソーセージをベーグル生地で包んで焼いたもの。名は登録商標である。
チーズドッグナチュラルチーズもしくはプロセスチーズを乗せるか、具として詰めたもの。
シカゴ風ホットドッグケシの実を振ったバンズにビーフ100%のフランクフルトを挟んだイリノイ州シカゴ発のホットドッグ。イエローマスタード、白タマネギのみじん切り、緑色で甘目のピクルスレリッシュ、縦割りにしたディルピクルス、輪切りかくし形切りのトマト、スポーツペッパーのピクルス、セロリソルト少々をトッピングする。ケチャップは用いない。
チリドッグ何らかのミートソース（チリコンカーンなど）をかけたホットドッグの総称。ほかにチーズ、タマネギ、マスタードなども乗せるのが一般的。コンピュータゲームキャラクターのソニック・ザ・ヘッジホッグの好物として知られている。
シンシナティ・チーズコニー蒸したバンズにソーセージを挟み、シンシナティ・チリをかけ、熟成チェダーチーズの細切りを盛ったもの。
コンプリートチリのホットドッグで、具に刻みトマト、アボカド、マヨネーズ、ザワークラウト、チリ風チリソース、グリーンソース、チーズなどを加える。
コニーアイランド・ホットドッグ（コニードッグ）ソーセージをバンズに挟んで味わい深いミートソースをかけ、その他のトッピングを乗せたもの。
コーンドッグ串に刺したソーセージ（ホットドッグ用が多い）をコーンミール生地で厚く包んだもの。日本では「アメリカンドッグ」という呼称で呼ばれており、コーンミールの代わりに小麦粉が用いられている。
デンジャードッグベーコンに包んで揚げたソーセージを用いるホットドッグ。
ドジャードッグメジャーリーグ球団、ロサンゼルス・ドジャースが販売しているタイプのホットドッグで、チーム名にちなんでそう呼ばれるようになった。
ハーフスモークワシントンDC近郊で見られるホットドッグ。
ハムドッグオーストラリアの食品で、円盤状のビーフパティを二つに切り、その間にフランクフルトを置いて上下からロールパンで挟む。パンはパティとフランクフルトをちょうど隠すような形に作ってある。仕上げにチーズ、ピクルス、ソース、トマト、レタス、タマネギを乗せる。
ホットウインナーロードアイランドの食文化で定番の位置を占めており、主に「ニューヨークシステム」形式の飲食店で販売されている。
ハンガリアン・ホットドッグコルバスと呼ばれるハンガリーのソーセージを用いたもの。オハイオ州北西部の名物で、有名なトニー・パコズ・カフェの看板料理でもある。ソーセージは縦割りにされ、マスタード、チリ、チーズ、オニオンを乗せることが多い。
イタリアン・ホットドッグニュージャージー州でよく食べられているホットドッグの一種。ソーセージを油で揚げてたっぷりのジャガイモ、ピーマン、タマネギとともにピザ用パンに挟んだもの。
ケットヴルスト東ドイツで生まれたホットドッグの一種で、通常のソーセージより大きいボックヴルストを茹でて用いる。長いロールパンに熱い金属棒で適当な大きさの穴を開け、ケチャップに浸けたソーセージを差し込む。
クロバスニクチェコに起源を持つ塩味のフィンガーフード。
マクスウェル・ストリート・ポリッシュポーランドソーセージをグリルするか揚げてバンズに挟み、グリルしたタマネギを乗せてイエローマスタードをかけ、好みによってグリーンスポートペッパーを丸ごと漬けたピクルスを加える。シカゴのマクスウェル・ストリート市場が発祥の地。
ミシガン・ホットドッグ蒸したパンに蒸したソーセージを挟み、「ミシガンソース」と一般に呼ばれる肉入りソースをかけたもの。
モントリオール・ホットドッグモントリオールをはじめケベック州各地のレストランやダイナーで定番のファストフードとなったホットドッグのバリエーションの一つ。
ニューイングランド風ホットドッグ蒸したフランクフルトを用い、マサチューセッツ州ボストン発祥の角張ったバンズに挟む。ケチャップ、マスタード、レリッシュ、ピカリリー、刻みタマネギを乗せるのが一般的。
ポリッシュボーイオハイオ州クリーブランド生まれ。キールバサ（ポーランドソーセージ）をバンズに挟み、その上からフライドポテト、バーベキューソースかホットソース、コールスローを層状に重ねる。
プロントパップ中西部に広まっているコーンドッグのバリエーション。ホットドッグ・ソーセージを串に刺してパンケーキ生地で厚く覆ったもの。
リッパーある種のホットドッグを指す俗語。ソーセージを油で揚げたことでケーシングが破裂（rip）したものをいう。
シアトル風ホットドッグクリームチーズを乗せたホットドッグ。グリルオニオンやハラペーニョ、ザワークラウト、バーベキューソース、シラチャーソースなどを乗せる。
ソノラン・ホットドッグツーソン、フェニックス、その他アリゾナ南部に広まっている形式。1980年代後半にメキシコ、ソノラ州の州都エルモシージョで生まれた。ベーコンを巻いてグリルしたソーセージをボリヨ（メキシコ風バゲット）に挟み、ピントビーンとタマネギ、トマトを乗せ、さらにマヨネーズ、マスタード、ハラペーニョサルサなど様々な調味料をかける。
テキサス・トミーベーコンを巻き、チーズを中に詰めたソーセージを用いる。1950年代にペンシルベニア州ポッツタウンで作り出された。
ベジタリアン非肉製品だけで作られたホットドッグ。
ホワイトホット主にニューヨーク州中部と西部で見られるホットドッグ・ソーセージの一種。豚肉、牛肉、子牛肉が主材料で、無塩せき・無燻製であるため肉は天然の白さを保っている。
ボスナオーストリアのザルツブルク名物である、カレー粉を使ったホットドッグ。

ホットドッグ各種
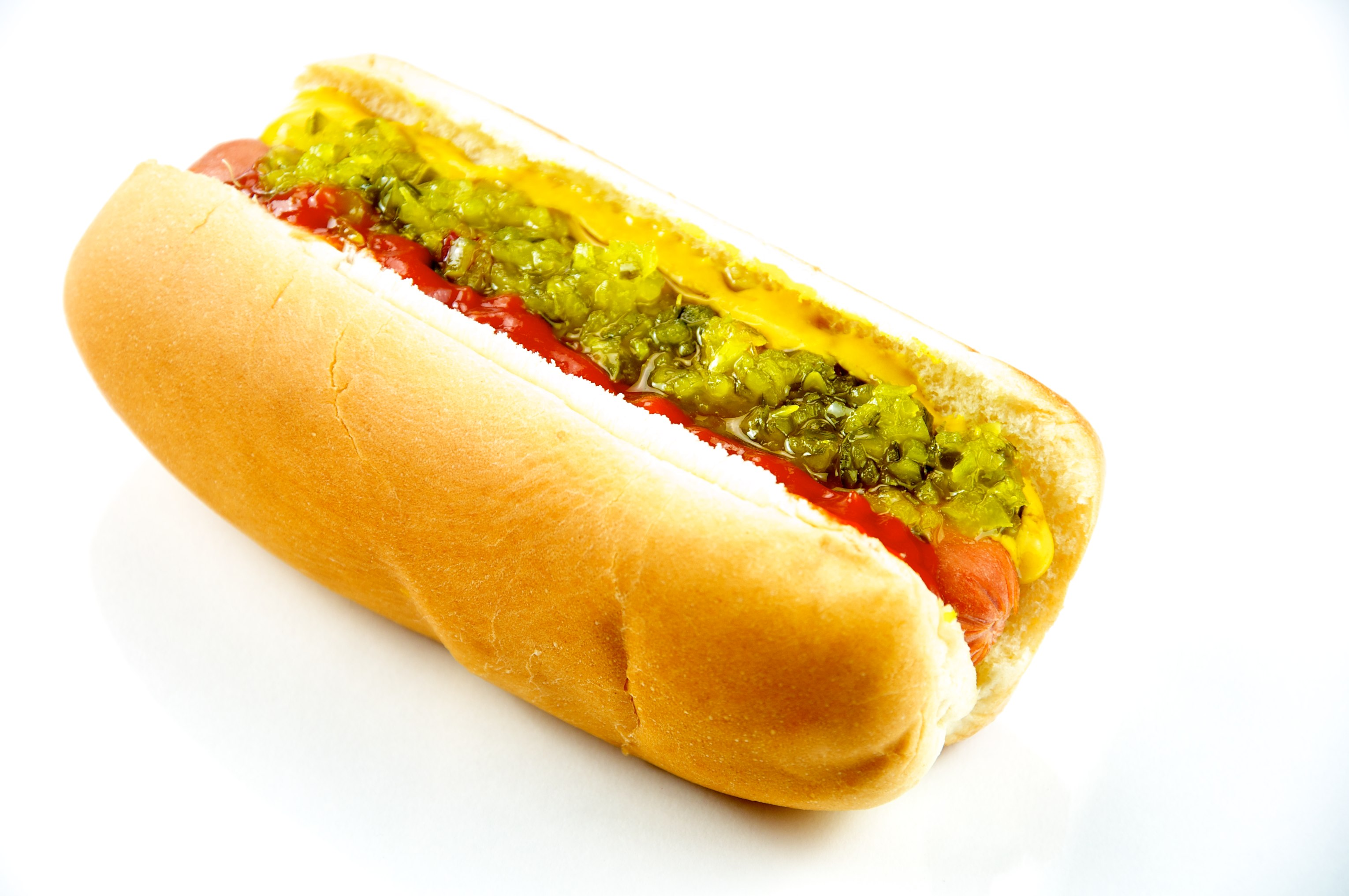
レリッシュ、マスタード、ケチャップをかけた標準的なホットドッグ。
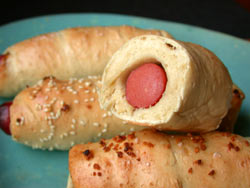
ベーグルドッグの断面。
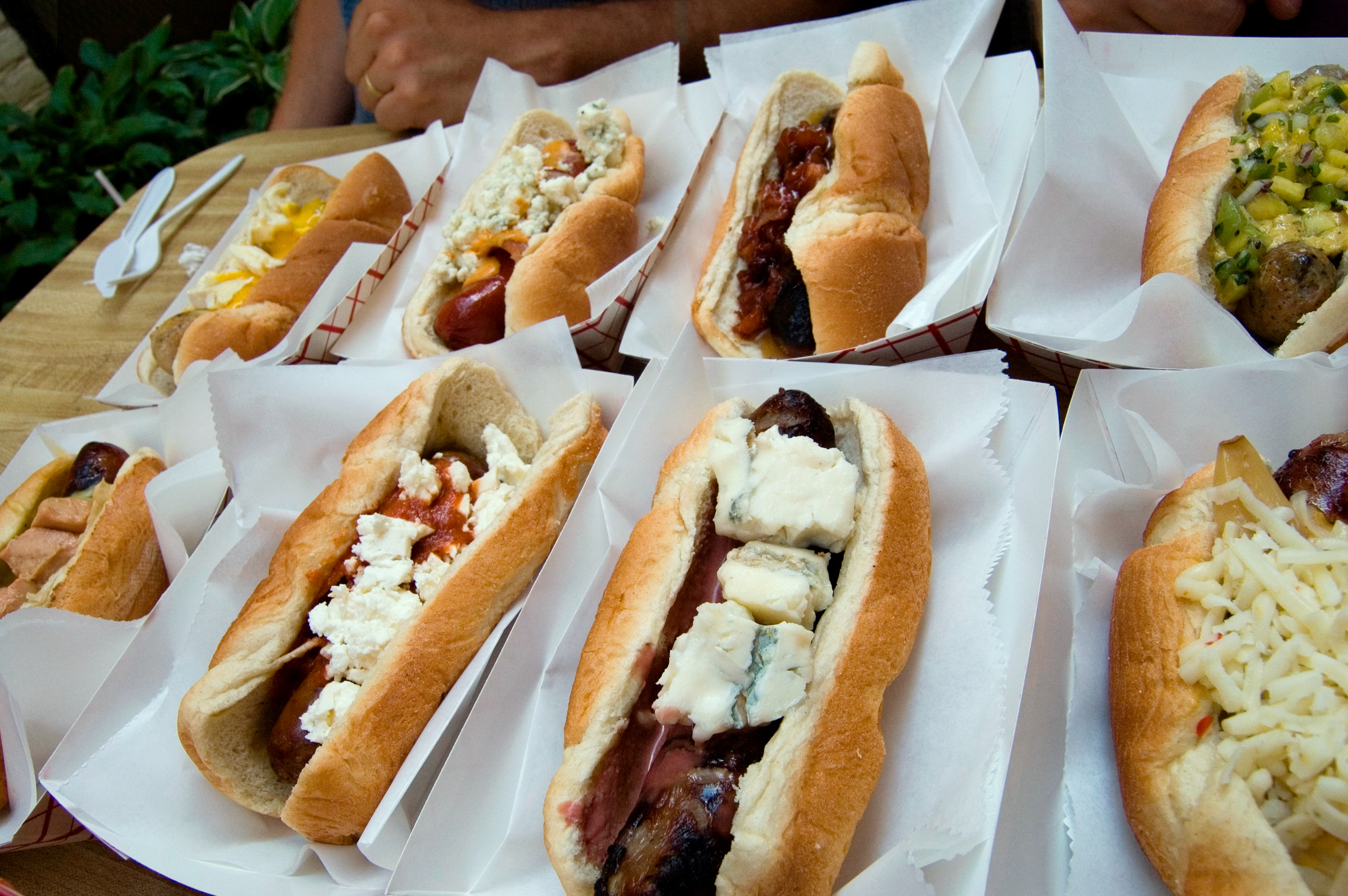
各種のチーズドッグ。
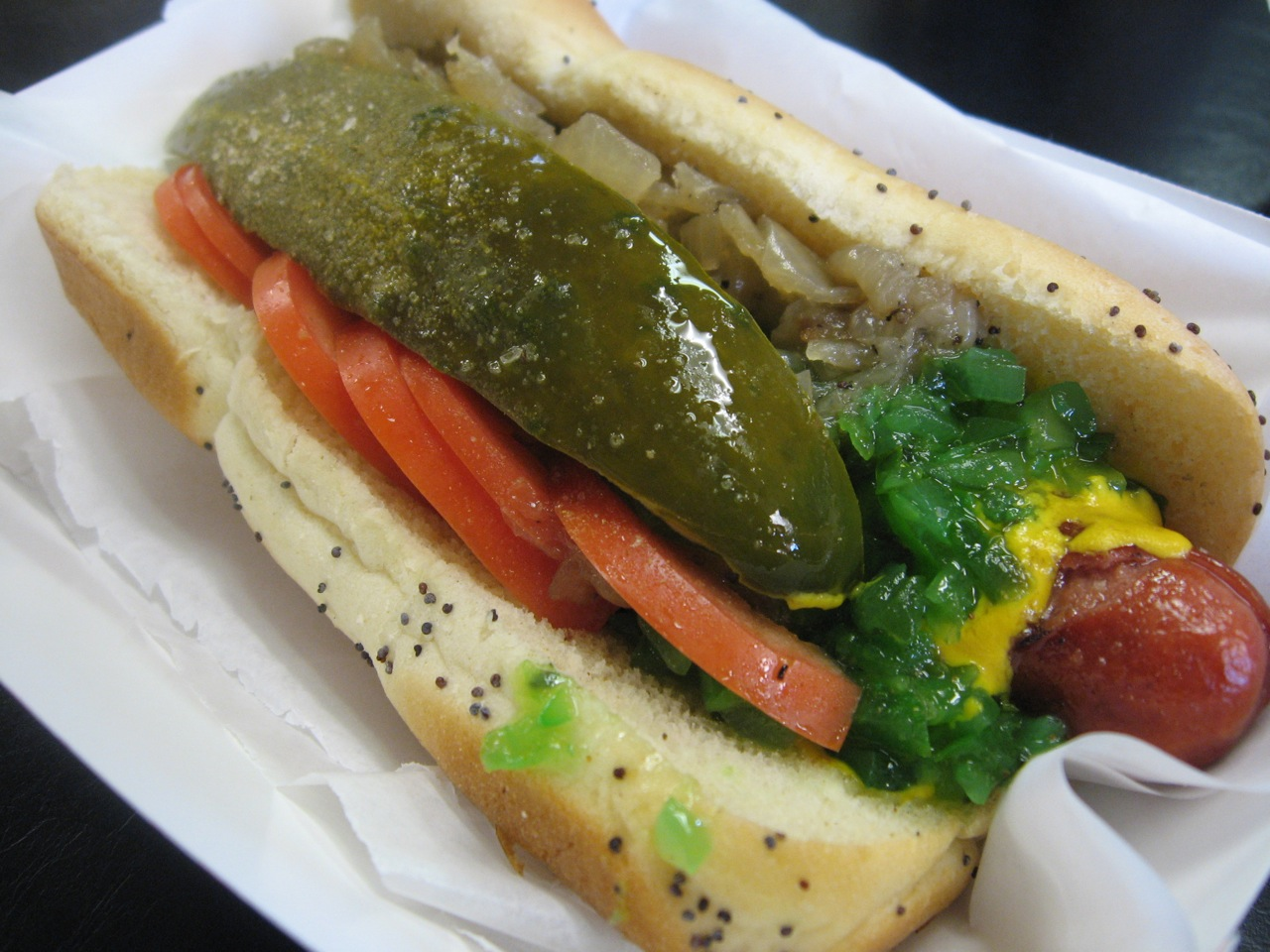
シカゴ風ホットドッグ。
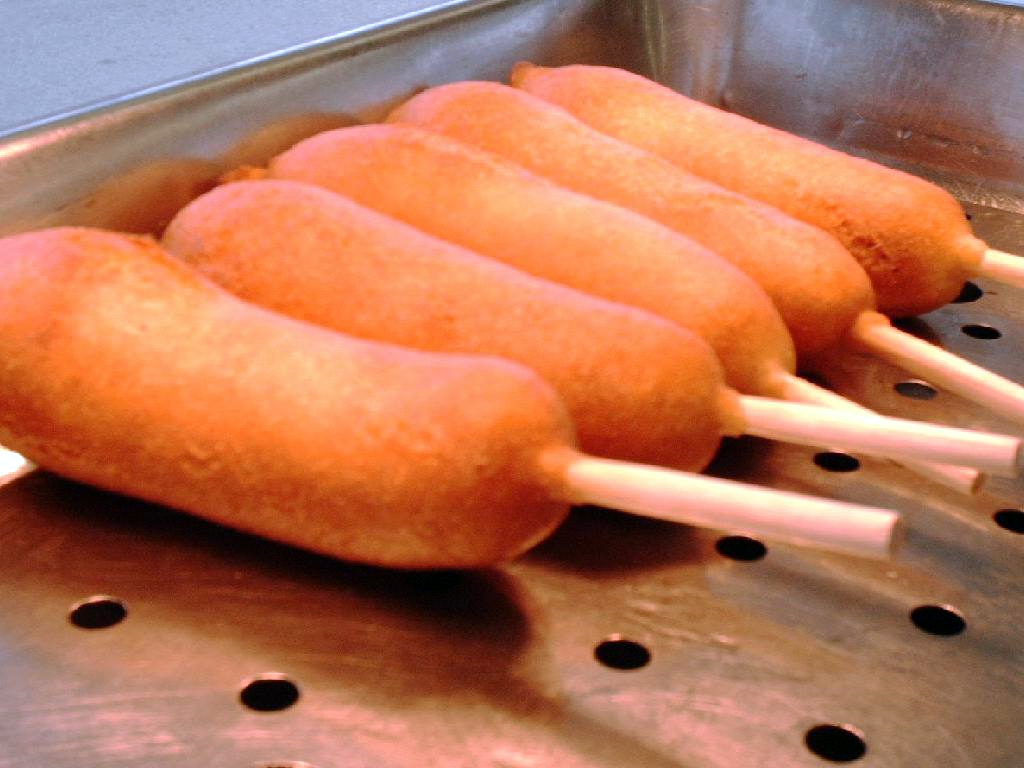
コーンドッグ（アメリカンドッグ）。
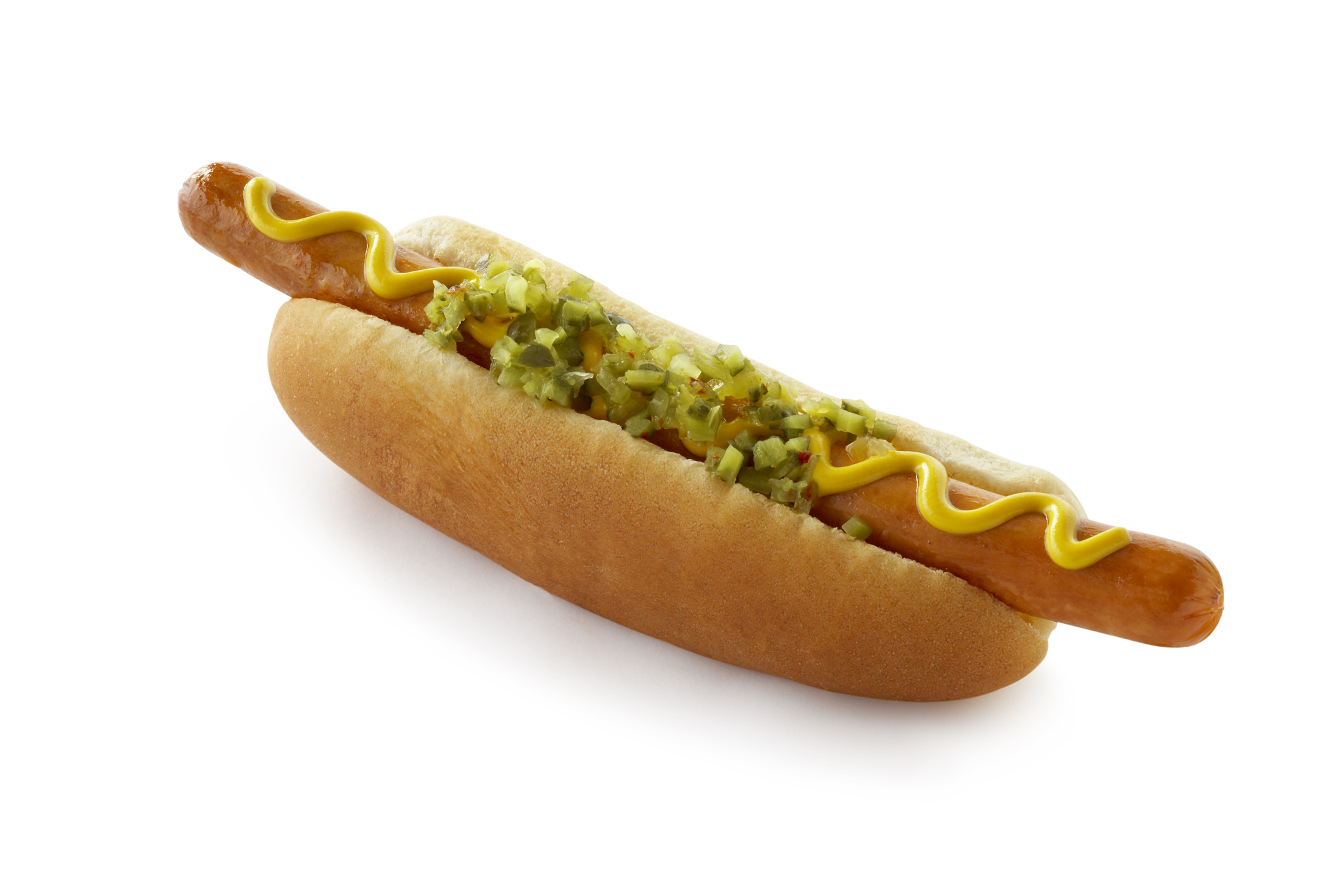
ドジャードッグ。
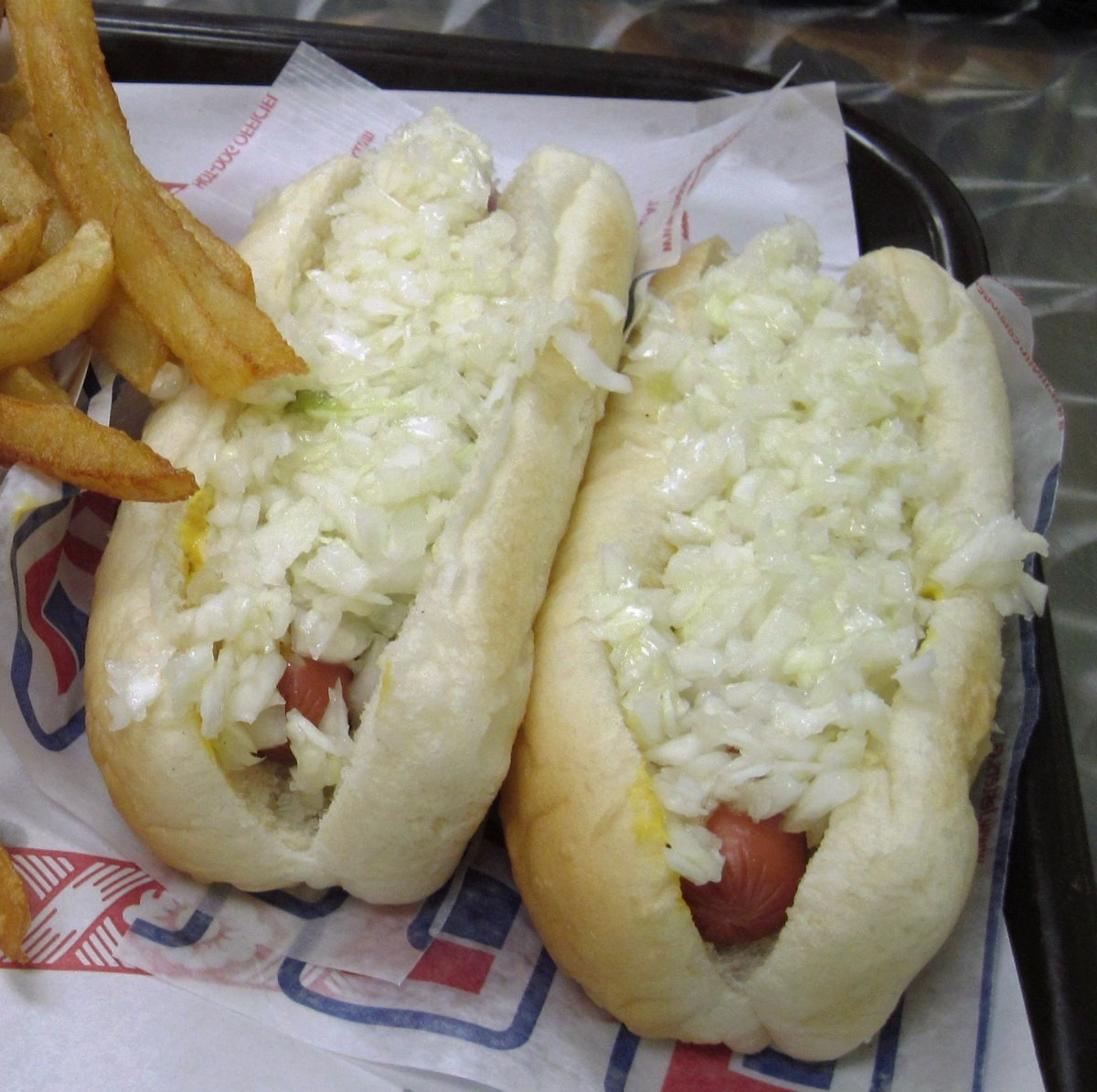
モントリオール・ホットドッグ。
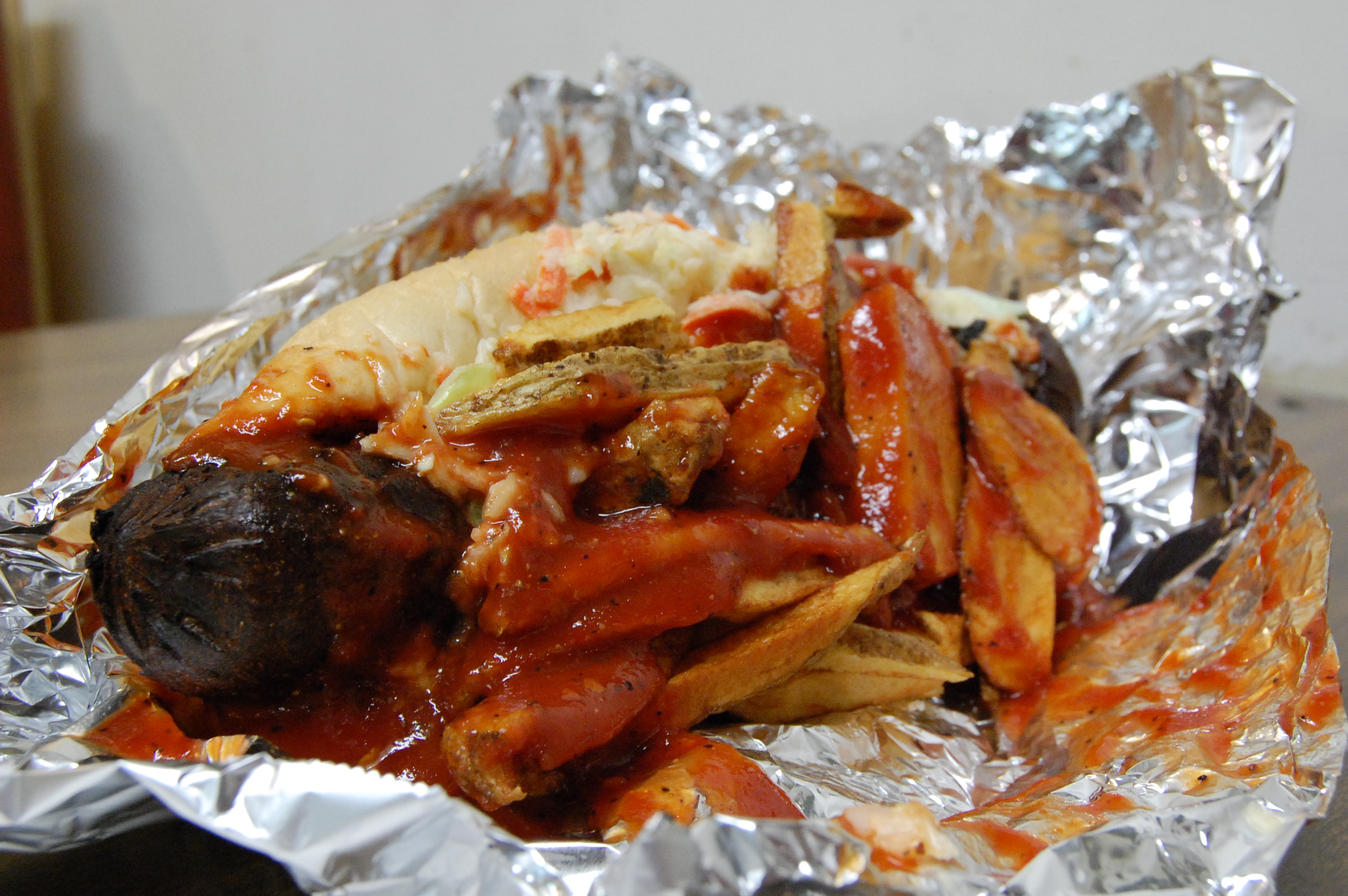
ポリッシュボーイ。
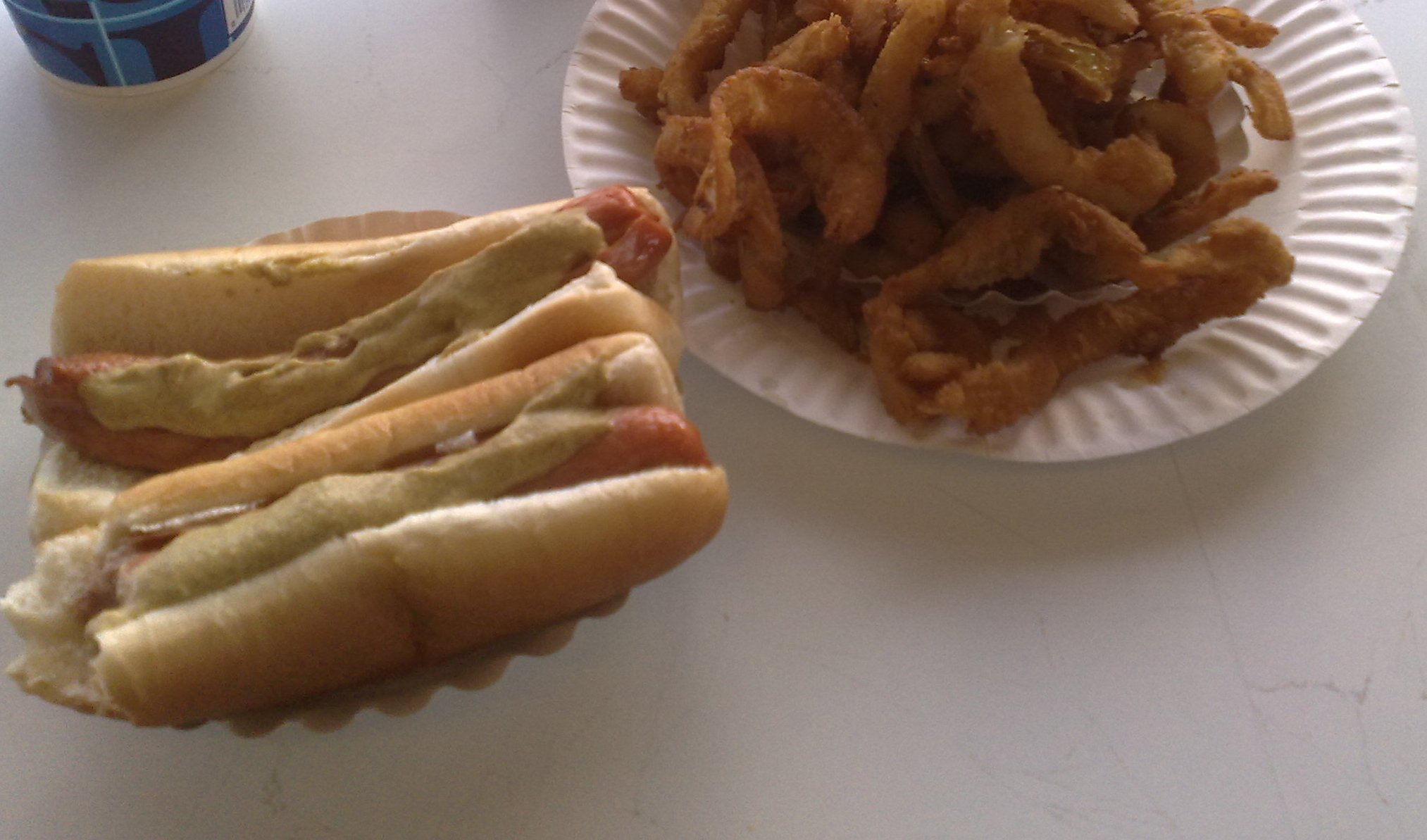
オニオンリングを添えたリッパー。
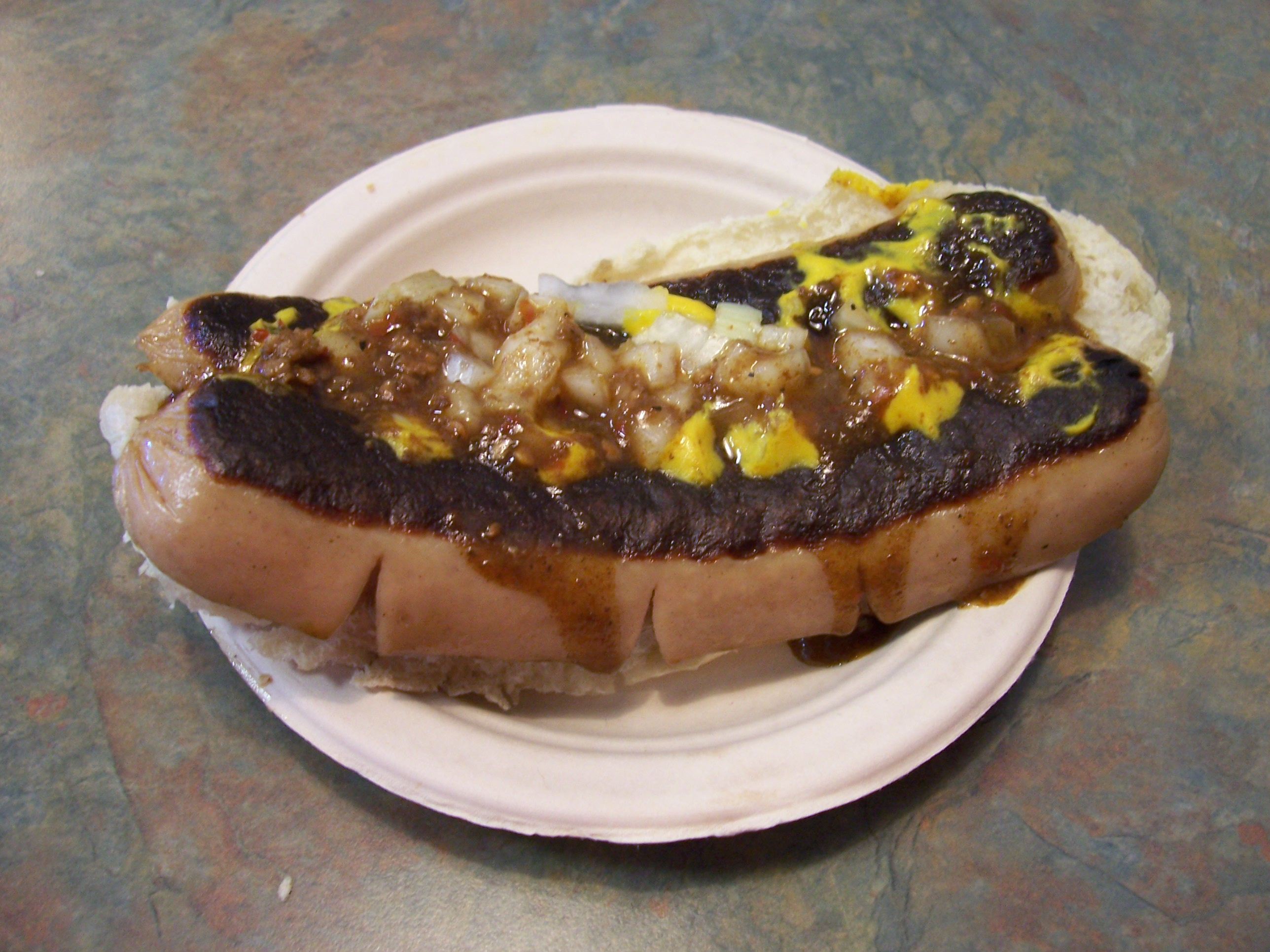
ホワイトホット。
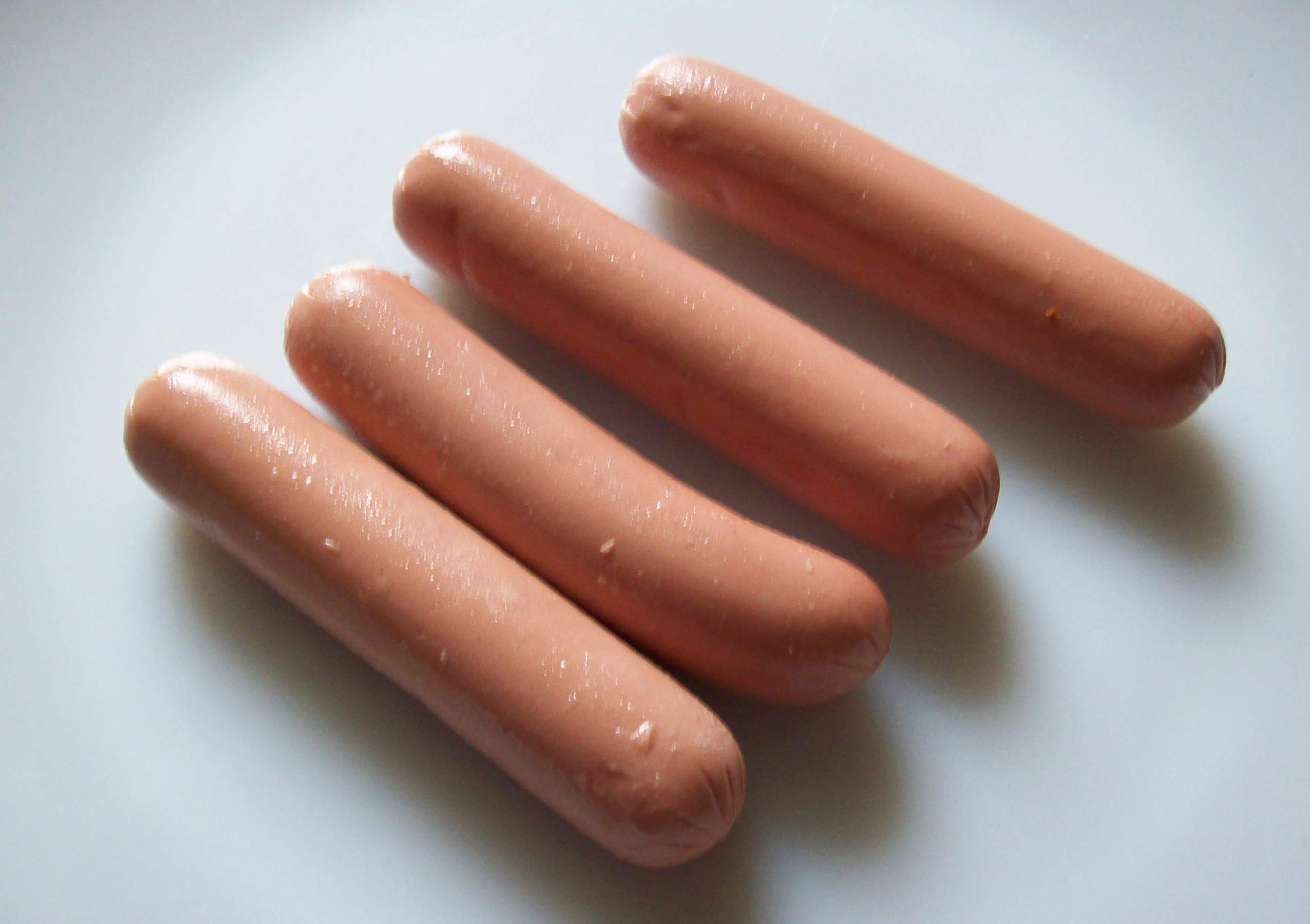
ベジタリアン向けのホットドッグ・ソーセージ。